# Övre Juckaslamm
Övre Juckaslamm är en sjö i Ljusdals kommun i Hälsingland och ingår i Dalälvens huvudavrinningsområde.